# География Псковской области
Псковская область — самый западный (после полуэксклава, Калининградской области) субъект Российской Федерации. Входит в Северо-Западный федеральный округ. На севере граничит с Ленинградской, на востоке — с Новгородской и Тверской, на юго-востоке — со Смоленской областями. Имеет государственную границу: на западе — с Латвией (214 км) и Эстонией (270 км), на юго-западе и юге — с Белоруссией (305 км).
Псковская область — единственная область в России, которая граничит сразу с тремя государствами (среди субъектов Российской Федерации таким положением также обладает Республика Алтай).
Площадь территории области составляет 55 399 км². С севера на юг протяжённость составляет 380 км, а с запада на восток 260 км.
Численность населения по состоянию на 1 января 2024 года — 581 147 жителей. Средняя плотность населения — 11 чел./км².
В Псковской области более 3 тысяч озёр, в том числе четвёртое по величине в Европе — Псковско-Чудское озеро.
Главными реками являются: Великая (430 км); Ловать (530 км, в том числе в области — 250 км); Плюсса (280 км, в том числе в области — 247 км); Исса, левый приток Великой, (174 км); Шелонь (248 км, в том числе в области — 171 км); Черёха, правый приток Великой, (145 км); Желча (107 км); Пскова, правый приток Великой, (102 км).

## Рельеф и ландшафт
Псковская область расположена на северо-западе Восточно-Европейской (Русской) равнины. Рельеф преимущественно низменно-холмистый (средняя высота — 110 м над уровнем моря) с тремя явно выделяющимися возвышенностями: Лужская возвышенность на севере области с максимальной высотой 204,8 м (гора Кочебуж), Судомская возвышенность в средней части с высшей точкой 293 м (гора Судома) и Бежаницкая возвышенность на юге с максимальной высотой всей области — 338,7 м (Лобновский массив, в том числе Липницкая (338,7 м) и собственно гора Лобно высотой 337,9 м.
На западе в Печорском районе находятся восточные склоны возвышенности Хаанья (заходящей с территории Эстонии и Латвии), а на юго-востоке — западные склоны Валдайской возвышенности на границе с Тверской областью, переходящее в Усмынское поднятие. На юге на границе с Белоруссией расположены северные участки Невельско-Городокской возвышенности. Между ней и Бежаницкой находится Вязевская возвышенность с высотностью до 264 м, переходящая на юг в Невельское поднятие (до 201 м), на запад — в Себежские гряды (до 202—213 м), на восток — в Великолукские гряды (включая Воробьёвы горы, 160—210 м).
Минимальная высота области — урез Псковско-Чудского озера — составляет 30 м над уровнем моря. В западной части региона находится Псковская низменность, по которой течёт река Великая, а на востоке — Приильменская низменность, по которой течёт вторая главная водная артерия области — река Ловать. На севере между Лужской и Судомской возвышенностями находится Хиловская низина, а в средней части области (между Судомской и Бежаницкой возвышенностями) — Соротская низина. На крайнем севере находится Плюсско-Лужская низменность.
Около 38 % территории области составляют леса (20 685 км², в том числе 12 135 км² занимают лиственные леса, 8550 км² — хвойные леса).
Около 6 % — водоёмы (3130 км²). Около 10 % — болота (вместе с заболоченными территориями — 16 % или до 8500 км²).

## Полезные ископаемые
Псковская область обладает запасами следующих видов полезных ископаемых (в скобках — запасы на 1 января 2011 года и добыча в 2010 году):
- Торф (запасы в 2011 году — 563,2 млн т, добыча в 2010 году — 58,7 тыс. т)
- Песчано-гравийный материал (108,9 млн м³ и 832,2 тыс. м³)
- Песок (94,4 млн м³ и 804,1 тыс. м³)
- Глины легкоплавкие (44,7 млн м³ и 101,3 тыс. м³, в том числе кирпично-черепичные глины (27,5 млн м³ и 65,7 тыс. м³), керамзитные глины (17,2 млн м³ и 35,6 тыс. м³))
- Известняковый строительный камень, щебень (55,7 млн м³ и 214,5 тыс. м³)
- Сапропель и лечебные грязи (53,2 млн т и 172 кг)
- Гипс (521,6 тыс. т, добычи нет)
- Песок формовочный (5,4 млн т запасы и 88,2 тыс. т добыча в 2010 году)
- Песок стекольный (1,05 млн т)
- Глины тугоплавкие (21,1 млн т; 55 тыс. т)
- Глины цементные (9,6 млн т)

## Озёра
В Псковской области расположено (частично) Псковско-Чудское озеро (включающее Чудское, Псковское и Тёплое озёра). 56 % его площади относится к России — Псковской области — (1990 км² или от 2026 км² до 2100 км²) и 44 % принадлежат Эстонии (около 1565 км² или до 1529 км² (43 %) по эстонским данным). Также в Псковской области расположены 3432 малых озера общей площадью 1140 км².
Крупнейшие озёра Псковской области (площадью более 10 км² или свыше 1000 га):
| название озера         | площадь км² | площадь с островами км² | глубина макс., м | глубина средняя., м | бассейн реки     | район Псковской области        |
| ---------------------- | ----------- | ----------------------- | ---------------- | ------------------- | ---------------- | ------------------------------ |
| Псковско-Чудское озеро | 3521,0      | 3558,0                  | 15,3             | 6,8                 | Нарва            | Гдовский, Псковский, Печорский |
| Чудское                | …           | 2613,0                  | 12,9             | 8,0                 | Нарва            | Гдовский, Псковский            |
| Псковское              | …           | 709,0                   | 5,3              | 3,0                 | Нарва            | Псковский, Печорский           |
| Тёплое                 | …           | 236,0                   | 15,3             | 3,3                 | Нарва            | Гдовский, Псковский, Печорский |
| Жижицкое               | 57,3        | 58,6                    | 7,8              | 3,2                 | Западная Двина   | Куньинский район               |
| Двинье-Велинское       | 52,6        | 52,8                    | 7,0              | 2,0                 | Западная Двина   | Куньинский район               |
| Двинье                 | 31,3        | 31,5                    | 7,0              | 2,7                 | Западная Двина   | Куньинский район               |
| Велинское              | 21,3        | 21,3                    | 4,0              | 1,5                 | Западная Двина   | Куньинский район               |
| Полисто                | 30,6        | 30,6                    | 2,4              | 1,6                 | Полисть (Ловать) | Бежаницкий район               |
| Иван                   | 18,0        | 23,6                    | 15,0             | 4,2                 | Ловать           | Невельский район               |
| Большой Иван           | …           | 15,4                    | 15,0             | 4,2                 | Ловать           | Невельский район               |
| Малый Иван             | …           | 8,0                     | 7,0              | 3,5                 | Ловать           | Невельский район               |
| Себежское              | 15,8        | 16,0                    | 18,0             | 5,0                 | Западная Двина   | Себежский район                |
| Невель                 | 14,9        | 15,3                    | 4,5              | 1,6                 | Ловать           | Невельский район               |
| Алё                    | 13,9        | 14,9                    | 27,0             | 9,0                 | Великая          | Бежаницкий район               |
| Свибло                 | 13,5        | 13,7                    | 11,0             | 3,5                 | Великая          | Себежский район                |
| Нечерица               | 12,8        | 12,8                    | 6,0              | 2,5                 | Западная Двина   | Себежский район                |
| Урицкое                | 11,8        | 12,5                    | 10,0             | 4,1                 | Ловать           | Великолукский район            |
| Дубец                  | 10,3        | 10,3                    | 2,4              | 0,9                 | Ловать           | Бежаницкий район               |

## Реки
Вся озёрно-речная система области относится к бассейну Балтийского моря, в частности, к бассейнам трёх рек:
- Нарва
  - бассейн Псковско-Чудского озера
    - бассейн реки Великой
      - бассейны рек Пскова, Черёха, Сороть, Алоля, Исса, Синяя, Утроя, Кухва, Веда, Кудеб, Каменка и др.

    - бассейны рек Желча, Чёрная, Черма, Толба, Гдовка и др.

  - бассейн реки Плюсса
    - бассейны рек Люта, Чёрная, Курея, Яня и др.
- Нева (Ладожско-Онежский бассейн)
  - бассейн реки Волхов
    - бассейн озера Ильмень
      - бассейн реки Шелонь
        - бассейны рек Ситня, Удоха, Уза, Судома, Белка, Полонка и др.

      - бассейн реки Ловать
        - бассейны рек Полисть, Хлавица, Локня, Насва, Балаздынь, Кунья и др.
- Западная Двина
  - бассейны рек Жижица, Двинка, Усвяча, Дрисса (в том числе: Свольна, Нища, Уща) и др.

Крупнейшие реки области:

| название реки   | длина, км | в том числе в области, км | площадь бассейна, км² | исток реки (водоём, место) и район                                                                       | устье реки (впадает в водоём) и район          |
| --------------- | --------- | ------------------------- | --------------------- | --- | ---------------------------------------------- |
| Великая         | 430       | 430                       | 25200                 | к северу от озера Большой Вяз, Бежаницкая возвышенность (Новосокольнический район)                       | Псковско-Чудское озеро (Псковский район)       |
| Ловать          | 530       | 250                       | 21900                 | между озёрами Завесно (Витебской области Белоруссии) и Ловатец (Невельского района Псковской области РФ) | озеро Ильмень (Новгородская область)           |
| Плюсса          | 281       | 247                       | 6550                  | Заплюсские озёра (Плюсский район)                                                                        | Нарвское водохранилище (Ленинградская область) |
| Исса            | 174       | 174                       | 1580                  | озеро Дедино (Себежский район)                                                                           | реку Великая (Пушкиногорский район)            |
| Шелонь          | 248       | 171                       | 9710                  | болото у озера Селезень (Дедовичский район)                                                              | озеро Ильмень (Новгородская область)           |
| Черёха          | 145       | 145                       | 3230                  | озеро Черешно (Островский район)                                                                         | реку Великая (Псковский район)                 |
| Синяя (Зилупе)  | 195       | 123                       | 2040                  | озеро Освейское (Витебская область Белоруссии)                                                           | реку Великая (Островский район)                |
| Утроя (Ритупе)  | 176       | 122                       | 3000                  | озеро Мейрану к северо-западу от оз. Цирма (Латвия)                                                      | реку Великая (Островский район)                |
| Локня           | 119       | 119                       | 2190                  | озеро Локново, Бежаницкая возвышенность (Локнянский район)                                               | реку Ловать (Локнянский район)                 |
| Ситня           | 117       | 107                       | 1020                  | озеро Яхновское, Лужская возвышенность (Стругокрасненский район)                                         | реку Шелонь (Новгородская область)             |
| Желча           | 107       | 107                       | 1220                  | Лужская возвышенность (Стругокрасненский район)                                                          | Псковско-Чудское озеро (Гдовский район)        |
| Алоль (Алоля)   | 105       | 105                       | 860                   | озеро Арно, Бежаницкая возвышенность (Опочецкий район)                                                   | реку Великая (Пустошкинский район)             |
| Уза             | 103       | 103                       | 761                   | озеро Городновское, Судомская возвышенность (Дедовичский район)                                          | реку Шелонь (Порховский район)                 |
| Пскова          | 102       | 102                       | 1000                  | к северу от озера Псковянское, Лужская возвышенность (Стругокрасненский район)                           | реку Великая (Псковский район)                 |
| Люта            | 96        | 96                        | 640                   | Лужская возвышенность (Стругокрасненский район)                                                          | реку Плюсса (Плюсский район)                   |
| Кебь            | 93        | 93                        | 822                   | Лужская возвышенность (Стругокрасненский район)                                                          | реку Черёха (Псковский район)                  |
| Сороть          | 80        | 80                        | 3910                  | озеро Михалкинское (Новоржевский район)                                                                  | реку Великая (Пушкиногорский район)            |
| Курея           | 80        | 80                        | 470                   | Лужская возвышенность (Стругокрасненский район)                                                          | реку Плюсса (Плюсский район)                   |
| Льста (Лонница) | 80        | 80                        | 1310                  | озеро Ильсто, Бежаницкая возвышенность (Бежаницкий район)                                                | реку Сороть (Новоржевский район)               |

## Болота
Болота занимают около 8 — 10 % территории области. Вместе с заболоченными территориями — до 16 % или до 8500 км² Всего в регионе 184 болота общей площадью 4625,5 км², наиболее крупными из которых являются болота на территории заповедников: Рдейское (Полистовская система болот, площадь 900 км², Бежаницкий район), Бранские (Глажные) мхи с Липовик-Лудавским болотом (площадь 214 км², юг Гдовского района), Дубец (104 км², Бежаницкий район), Славковское (102 км², Порховский район), Никандровское (102 км², Порховский район), Дубборское (75 км², Псковский район), Шелоховский мох (71 км², север Великолукского района), Цавны-Кокты (69 км², Красногородский район), Красный мох (69 км², Псковский район), Красный мох (53 км², Островский район), Липовый мох (53 км², Усвятский район), Крипецкое (52 км², Псковский район) и др..

## Транспорт
Территорию Псковской области пересекают Федеральные автомагистрали:
- М9 (Москва — Ржев — Великие Луки — Себеж — Рига)
- М20 (Санкт-Петербург — Псков — Остров — Опочка — Невель — Витебск).

Обе автомагистрали пересекаются в Пустошке.
Область пересекает развитая в досоветское и советское время железнодорожная сеть на направлениям:
- с севера на юг:
  - Санкт-Петербург-Витебский ход (Санкт-Петербург — Витебск): из Новгородской области через Дно, Дедовичи, Бежаницы (станция Сущёво), Локню, Новосокольники и Невель (далее в Беларусь);
  - Санкт-Петербург-Варшавский ход (Санкт-Петербург — Варшава): из Ленинградской области через Плюссу, Струги Красные, Псков, Остров и Пыталово (далее в Латвию);
  - Псково-Нарвская и Псково-Полоцкая железные дороги (представляют по своей сути единое целое, частично функционирует участок Сланцы — Гдов, остальное разобрано: Нарва — Псков — Полоцк): из Ленинградской области через Гдов, Псков, Пушкинские Горы (станция Тригорская), Опочку и Идрицу (далее в Беларусь).
- с запада на восток:
  - Бологое-Псковский ход (Бологое — Псков, километраж из Рыбинска): из Новгородской области через Дно и Порхов;
  - Псково-Рижская железная дорога (Псков — Рига): через Печоры (далее в Эстонию и Латвию), совместно с предыдущей представляют собой единый широтный ход;
  - Бологое-Полоцко-Седлецкая железная дорога (Бологое — Полоцк — Седльце): из Тверской области через Великие Луки и Невель (далее в Беларусь);
  - Московско-Виндавская железная дорога (Москва — Вентспилс, или же Рижский ход: Москва — Рига): через Кунью, Великие Луки, Новосокольники, Пустошку, Идрицу и Себеж (далее в Латвию);
  - Пыталово — Гулбене — Иерики (полностью разобрана).

Таким образом, железнодорожными узлами являются станции: Псков-Пассажирский, Дно, Новосокольники, Великие Луки и Невель (I и II), а также бывшие — Идрица и Пыталово.